# Neutral Bay
Neutral Bay är en stadsdel i norra Sydney. Den ligger i kommunen North Sydney och delstaten New South Wales, i den sydöstra delen av  Australien. Antalet invånare var 10 488 vid folkräkningen 2016.